# 螞蟻銀行（澳門）
螞蟻銀行（澳門）（英語：Ant Bank (Macau)）是螞蟻集團旗下的虛擬銀行之一，於2019年獲澳門金融管理局核准設立，並於2020年正式營運。該行為澳門首批虛擬銀行之一，亦是目前唯一一家由中國大型科技集團投資設立的澳門虛擬銀行。

## 歷史
- 2019年，螞蟻集團透過其全資附屬公司「螞蟻銀行（澳門）有限公司」，獲得澳門金融管理局發出的銀行牌照[1]。
- 2020年10月，螞蟻銀行正式開業，主要提供個人儲蓄帳戶、數位金融產品及普惠金融服務。截至2020年6月，該行半年收入為約177萬澳門元，放貸額度超過3,000多萬元澳門元[1]。
- 銀行強調使用人工智慧及金融科技降低門檻，針對中小企與個人用戶提供簡便信貸與支付方案。
- 2023年7月：螞蟻銀行（澳門）與本地電子錢包 mPay 合作推出「存款寶」服務，用戶經由 mPay 開通可獲得 MOP 38 紅包，為年度末推廣活動之一[2]。
- 螞蟻銀行（澳門）與AlipayHK及支付寶澳門合作密切，構建區域跨境支付系統。
- 2024年9月：香港上市科技公司亞博科技完成收購 Ant Bank Macao 控股權，成為其間接控股股東，持股比例增至約51.5%[3] [4]。
- 2025年4月23日：澳門大學學生透過「企業體驗計劃」參訪螞蟻銀行（澳門）各部門，由業務拓展部總經理與證券部總監親自講解，讓學生深入了解數位銀行營運模式與職場環境[5]。

## 業務範圍
螞蟻銀行（澳門）主要經營以下服務：
- 開立個人數位儲蓄帳戶；
- 推出靈活存款產品；
- 提供小額貸款與信用評分系統；
- 支援澳門本地電子支付生態，如與支付寶澳門、mPay 等互通；
- 支援跨境金融服務，方便居民往來中、港、澳之間的支付與轉帳。

## 監管
螞蟻銀行（澳門）受澳門金融管理局（AMCM）監管，持有正式的銀行營業執照與虛擬銀行資格，並遵循《金融體系法律制度》與反洗錢等相關法規。

## 外部連結
- 螞蟻銀行（澳門）官方網站